# Turmruine mit Drachen
Turmruine mit Drachen ist ein unvollendetes Gemälde von Carl Blechen aus dem Jahr 1827. Es ist der deutschen Romantik zuzuordnen, hat aber einen dazu eher im Gegensatz stehenden persiflierenden Charakter in Form einer Theaterszene in einem Bühnenbild. Das Bild zeigt einen Drachen, der auf der Ruine eines Burgturms den Heiligen Georg, den Drachentöter, erwartet. Das Werk gehört seit 1891 zur Sammlung der Berliner Alten Nationalgalerie.

## Beschreibung
Das Gemälde hat das Format 73 × 97,5 cm, ist in Ölmalerei ausgeführt und nicht von Carl Blechen signiert.
Auf einem ruinösen Burgturm mit romanischen Architekturelementen, wie Rundbogenfenstern und Lisenen, hockt ein geflügelter Drache oder Lindwurm mit Schwanz, der geduckt wie ein Wasserspeier in die Landschaft blickt. Er hat seine Höhle unter dem Turm extra verlassen, um den Heiligen Georg, den Drachentöter, zu erwarten. Der auf einem Pferd reitende Georg ist nicht malerisch ausgeführt und nur schwach als gezeichneter Umriss zwischen den Felsbrocken rechts auf der dunklen Horizontlinie zu erkennen. Die gehobenen Vorderbeine des Pferdes könnten ein Scheuen vor dem Anblick des Drachens andeuten. Diese in südlichem späten Sonnenlicht beleuchtete Szene in einer baumlosen Berglandschaft wirkt wie ein Bühnenbild mit einem monumentalen Burgturm als Dekoration oder Staffage im Vordergrund. Die Szene ist aber nicht bedrohlich, denn der Drache erscheint nicht als gefährlich, sondern harmlos. Auch sein ritterlicher Gegner ist eher unscheinbar und so wird die Legende vom Heiligen Georg in Carl Blechens Bild zu einer Persiflage.

## Hintergrund
In der Zeit nach der Französischen Revolution, dem Wiener Kongress und der damit einhergehenden politischen Restauration war eine romantische Rückbesinnung auf die ritterlichen Tugenden des Mittelalters und den Burgen mit ihren Ruinen als Symbol des vergangenen Heiligen Römischen Reiches weit verbreitet. Man trauerte der vergangenen angeblichen nationalen Größe, einem idealisierten Rittertum nach, und so spielten Ruinen in der Kunst jener Zeit, und auch in der Burgenromantik, eine bedeutende Rolle als durchaus auch melancholisch aufzufassende Rückwärtsgewandtheit. Dieses Sehnen nach vergangenen Utopien zeigt Carl Blechen in seinem Bild auf liebe- und humorvolle Weise.

## Provenienz und Ausstellungen
Das Gemälde befand sich seit 1869 im Besitz des Berliner Bankiers Christian Wilhelm Brose. Es wurde am 8. Juli 1891 von Karl und Georg Brose aus dem Nachlass des Vaters für das Museum erworben.
- Januar bis Mai 1906: Ausstellung deutscher Kunst aus der Zeit von 1775–1875 in der Königlichen Nationalgalerie in Berlin.[2]
- 2. November 1958 bis 12. April 1959: Schätze der Weltkultur von der Sowjetunion gerettet in der Nationalgalerie und Pergamonmuseum in Berlin.
- 31. August bis 4. November 1990 Carl Blechen. Zwischen Romantik und Realismus in der Nationalgalerie in Berlin.
- 4. Februar bis 1. Mai 1995: Ernste Spiele. Der Geist der Romantik in der deutschen Kunst 1790–1990 im Haus der Kunst in München.
- 17. Oktober 2004 bis 30. Januar 2005: A German Dream: Masterpieces of Romanticism from the Nationalgalerie Berlin. in der National Gallery of Ireland in Dublin[3]

## Weblink
- Beschreibung des Gemäldes auf der Seite Staatliche Museen zu Berlin, Sammlungen Online